# Red Rose (serial telewizyjny)
Red Rose – brytyjski serial telewizyjny z gatunku horror z 2022 roku stworzony przez Michaela i Paula Clarksonów i wyprodukowany przez Eleven. Serial był emitowany od 15 sierpnia 2022 na antenie BBC Three oraz był dostępny iPlayer. Poza Wielką Brytanią został udostępniony 15 lutego 2023 na platformie Netflix.

## Omówienie
Akcja serialu rozgrywa się w Boltonie i skupia się na grupie przyjaciół z miasta, którzy planują spędzić jeszcze jedno beztroskie lato przed rozpoczęciem studiów. Jednak ich plany natychmiast zostają udaremnione, gdy nad grupą zaczyna unosić się poczucie zagrożenia po pobraniu aplikacji o nazwie „Rod Rose”, która stawia złowrogie żądania, których niespełnienie prowadzi do śmiertelnych konsekwencji.

## Emisja
Wszystkie odcinki zostały udostępnione 15 sierpnia 2022 na BBC iPlayer przed premierą telewizyjną. Polska wersja językowa miała premierę 15 lutego 2023 na platformie Netflix.
| Seria | Odcinki | Oryginalna premiera | Premiera polska |
| ----- | ------- | ------------------- | --------------- |
| 1     | 8       | 15 sierpnia 2022    | 15 lutego 2023  |

## Nagrody i nominacje
| Rok  | Nagroda                  | Kategoria                     | Nominowany | Wynik     | Źródło |
| ---- | ------------------------ | ----------------------------- | ---------- | --------- | ------ |
| 2023 | Broadcast Digital Awards | Najlepszy program dramatyczny | Red Rose   | Nominacja | [ 5 ]  |